# Jacinta Ocansey
Jacinta Asi Ocansey est une chanteuse et actrice nigériane-ghanéenne,. Elle est surnommée « la seule humoriste du Ghana » et la « reine incontestée de la comédie ghanéenne ». Parmi les prix qu'elle remporte, on compte : l'étudiant humoriste le plus influent, l'étudiant le plus populaire et l'étudiant le plus divertissant aux Ghana Tertiary Awards 2016,,.

## Biographie

### Petite enfance et éducation
Ocansey est née au Nigéria, fille unique d'Alex Dzabaku Ocansey et d'Eucharia Ocansey. Elle fait ses études primaires au Nigéria. Après son Certificat d'études secondaires d'Afrique de l'Ouest et suivi un cours au NIIT, elle s'installe au Ghana pour ses études supérieures où elle étudie la communication de masse au Pentecost University College,.

### Début de carrière
Elle ne s'était jamais imaginée humoriste. C’est pourtant en écoutant les conseils insistants de sa mère qu’elle décide de se lancer sérieusement dans cette voie. Sa percée survient notamment grâce à une performance remarquée dans un club de comédie à Osu, dirigé par David Oscar, ainsi qu’à sa prestation lors de la soirée Akwaaba UK Comedy Night en 2015 à l'hôtel Movenpick. En 2016, avec l'aide de Buchi, l'un des humoristes les plus en vue du Nigéria, elle s'est produite au spectacle Lord of the Ribs au Ghana,,.
Elle participe à des spectacles humoristiques de premier plan au Ghana et au Nigéria, notamment Comedy Night with Buchi (Lagos), Shakara and the Gang (Lagos), Comedy Express, Girltalk, Laughline, Live Comedy Thursdays, Lord of the Ribs, Easter Comedy Show, DKB Live, DKB Point of View, Akwaaba UK Comedy Night, Comedy Bar, Silverbird Comedy Night, Corporate Comedy Series et MMC Live, entre autres,,.
Maîtresse de cérémonie, actrice et chanteuse, elle joué dans Heels and Sneakers d'Yvonne Nelson et dans Selfie, un film à venir. Elle sort un single, Gyrate, avec Ethel Eshun,.

## Vie personnelle
Elle est chrétienne.